# Piji
Piji (gr. Πηγή, tur. Alaniçi) – wieś na Cyprze, w dystrykcie Famagusta. De facto znajduje się pod kontrolą Tureckiej Republiki Cypru Północnego.